# 中日短歌大賞
中日短歌大賞（ちゅうにちたんかたいしょう）は、中部地方で活動している歌人により運営される中部日本歌人会（中日歌人会）が主催する、現代歌人協会など全国組織からは独立した選考による短歌の出版功労賞。

## 概要
2010年に設置された比較的新しい賞である。愛知県内在住の歌人が出版した歌集が対象となる。特定の出版社による歌集が受賞を席巻している様子などはみられない。個人出版による私家版歌集が受賞したことはなく、地方文学賞ではあるが、ある程度出版に際し信用のおける歌人を対象としているため、新人の発掘を目的としているというよりも、歌人組織に認知された者に対し、あらためて内容的な精査を経ることで権威を付与する性格が強い短歌出版功労賞であると考えられる。
中日新聞社が協賛や主催となっているわけではない点、歌集の部数や売上げなどの商業的な観点が選出の中心的規準となっているわけではない点には留意する必要がある。

## 歴代受賞作
|              | 受賞者            | 作品                            | 出版                        | 参考  |
| ------------ | ----------------- | ------------------------------- | --------------------------- | ----- |
| 初（2010年） | 島田修三          | 蓬歳断想録                      | 角川文化振興財団            | [ 2 ] |
| 02（2011年） | 鈴木竹志          | 孤独なる歌人たち                | 六花書林                    | [ 3 ] |
| 03（2012年） | 加藤治郎          | しんきろう                      | 砂子屋書房                  |       |
| 04（2013年） | 小林峯夫          | 五六川                          | ながらみ書房                |       |
| 05（2014年） | 馬淵典子          | 遠き橋                          | 洛西書院                    |       |
| 06（2015年） | 安江茂            | 浮遊感                          | 砂子屋書房                  |       |
| 07（2016年） | 小松久美江        | 草雨                            | 角川文化振興財団            |       |
| 08（2017年） | 細溝洋子          | 花片                            | 六花書林                    | [ 4 ] |
| 09（2018年） | 河田育子          | 園丁                            | 紅書房                      | [ 4 ] |
| 10（2019年） | 井野佐登          | 自由な朝を                      | 不識書院                    |       |
| 11（2020年） | 荻原裕幸 升田隆雄 | リリカル・アンドロイド 昼の銀河 | 書肆侃侃房 角川文化振興財団 | [ 1 ] |
| 12（2021年） | 立花開            | ひかりを渡る舟                  | KADOKAWA                    |       |
| 13（2022年） | 三留ひと美        | 美しき筥                        | 現代短歌社                  | [ 5 ] |
| 14（2023年） | 大塚寅彦          | ハビタブルゾーン                | 書肆侃侃房                  | [ 6 ] |
| 15（2024年） | 彦坂美喜子        | 春日井建論                      | 短歌研究社                  |       |